# Gastaldati longobardi
Nell'ordinamento del Regno longobardo i gastaldati servivano da contrappeso alla quasi indipendenza dei duchi, i quali amministravano circa 1/3 delle terre.
L'ufficio era temporaneo. I Longobardi avevano diviso i loro domini in molti gastaldati ognuno dei quali era in mano a un gastaldo. Un gastaldo che, a nome del re, aveva una funzione di controllo anche sull'operato dei duchi, era una dignità di diritto pubblico longobardo equipollente alla dignità ducale nel diritto feudale e assumeva l'esercizio della sovranità giurisdizionale e amministrativa sul suo territorio.
Nella raccolta delle decime papali nel 1291 compare ancora un "castaldus" amministratore dei beni del vescovo di Fossombrone, mentre a Cividale nel Friuli fino alla fine del XVIII secolo il gastaldo amministra i beni della cattedrale ed esercita la giustizia.

## Elenco dei gastaldati longobardi

### Langobardia Maior

#### Ducato di Tuscia
- Lucca[senza fonte]
- Chiusi[senza fonte]
- Firenze[senza fonte]
- Siena[1]
- Volterra[1]
- Tuscania[1]
- Città di Castello[1]
- Pistoia[1]

### Langobardia Minor
Nei ducati di Spoleto e di Benevento il gastaldo è subordinato al duca, infatti questi due ducati già da prima della metà dell'VIII secolo hanno un'organizzazione diversa da quella di tutto il resto del regno longobardo. Il gastaldo è direttamente dipendente dal duca e ha competenza su un territorio ben determinato con pienezza di funzioni. Il rapporto che intercorre tra i molti duchi e il re del regno, nei ducati di Spoleto e Benevento, è esattamente lo stesso che intercorre tra i due duchi e i loro gastaldi.
L'odierno Abruzzo venne suddiviso dai Longobardi nei seguenti gastaldati: Marsi, Forcona, Valva, Penne, Teate e Vasto, ripartiti nel Ducato di Spoleto e nel Ducato di Benevento. Il Molise era suddiviso in sei gastaldati, tra i quali Bojano, che poi divenne fulcro per la nascita del Contado di Molise, ripartiti fra Ducato di Benevento e Principato di Salerno.

#### Ducato di Spoleto
Nel Ducato di Spoleto c'erano dieci gastaldati. Con Desiderio, ultimo re dei Longobardi, anche il Ducato di Spoleto entra alle dirette dipendenze del re di Pavia. In tarda età carolingia e ottoniana sono documentati gastaldati minori sorti dal frazionamento di quelli originali; ne sono noti molti nel gastaldato reatino, altri in quello camerinese, come Castel Petroso e il Settempedano, e il Frisiano in quello di Nocera.
- Spoleto[2]
- Rieti[2]
- Forcona (L'Aquila)[2]
- Nocera Umbra[2]
- Norcia[2]
- Ascoli Piceno[2]
- Camerino[2]
- Marsi (Avezzano)[2], dall'849 al Ducato di Benevento[3]
- Valva (Sulmona)[2], dall'849 al Ducato di Benevento[3]
- Penne[2], dall'849 al Ducato di Benevento[3]

#### Ducato di Benevento
- Ariano[3]
- Volturara[3]
- Boiano[3]
- Larino[3]
- Quintodecimo (Mirabella Eclano)[3]
- Trivento[3]
- Termoli[3]
- Ortona[3]
- Chieti[3]
- Penne[3]
- Valva (Sulmona)[3]
- Marsi (Avezzano)[3]
- Sant'Agata[3]
- Lucera[3]; poi spartito in:
  - Bovino[3]
  - Ascoli[3]
  - Lesina[3]
- Canosa[3]
- Trani[4]
- Barletta[3]
- Bari (solo sulla carta)[3]
- Brindisi[3]

#### Principato di Salerno
- Montella[3]
- Rota[3] (ora Mercato San Severino[senza fonte])
- Nocera[3]
- Sarno[3]
- Cimitile[3]
- Nola[3]
- Conza[3]
- Lucania (Paestum e il Cilento)[3]
- Cassano[3]
- Cosenza[3]
- Laino[3]
- Taranto[3]
- Matera[3]
- Latiniano (località identificata con Laviano o con il borgo scomparso di Altojanni presso Grottole)[3]
- Capua[3]
- Caserta[3]
- Caiazzo[3]
- Telese  (poi Principato di Capua)[3]
- Alife  (poi Principato di Capua)[3]
- Calvi  (poi Principato di Capua)[3]
- Carinola  (poi Principato di Capua)[3]
- Teano  (poi Principato di Capua)[3]
- Sessa  (poi Principato di Capua)[3]
- Suessola  (poi Principato di Capua)[3]
- Venafro  (poi Principato di Capua)[3]
- Isernia  (poi Principato di Capua)[3]
- Pontecorvo  (poi Principato di Capua)[3]
- Aquino  (poi Principato di Capua)[3]
- Atina  (poi Principato di Capua)[3]
- Sora  (poi Principato di Capua)[3]
- Malvito[5]